# Adalto
Adapte Batista da Silva, plus communément appelé Adalto, est un footballeur brésilien né le 30 août 1978 à Votuporanga.